# Franz Rappell

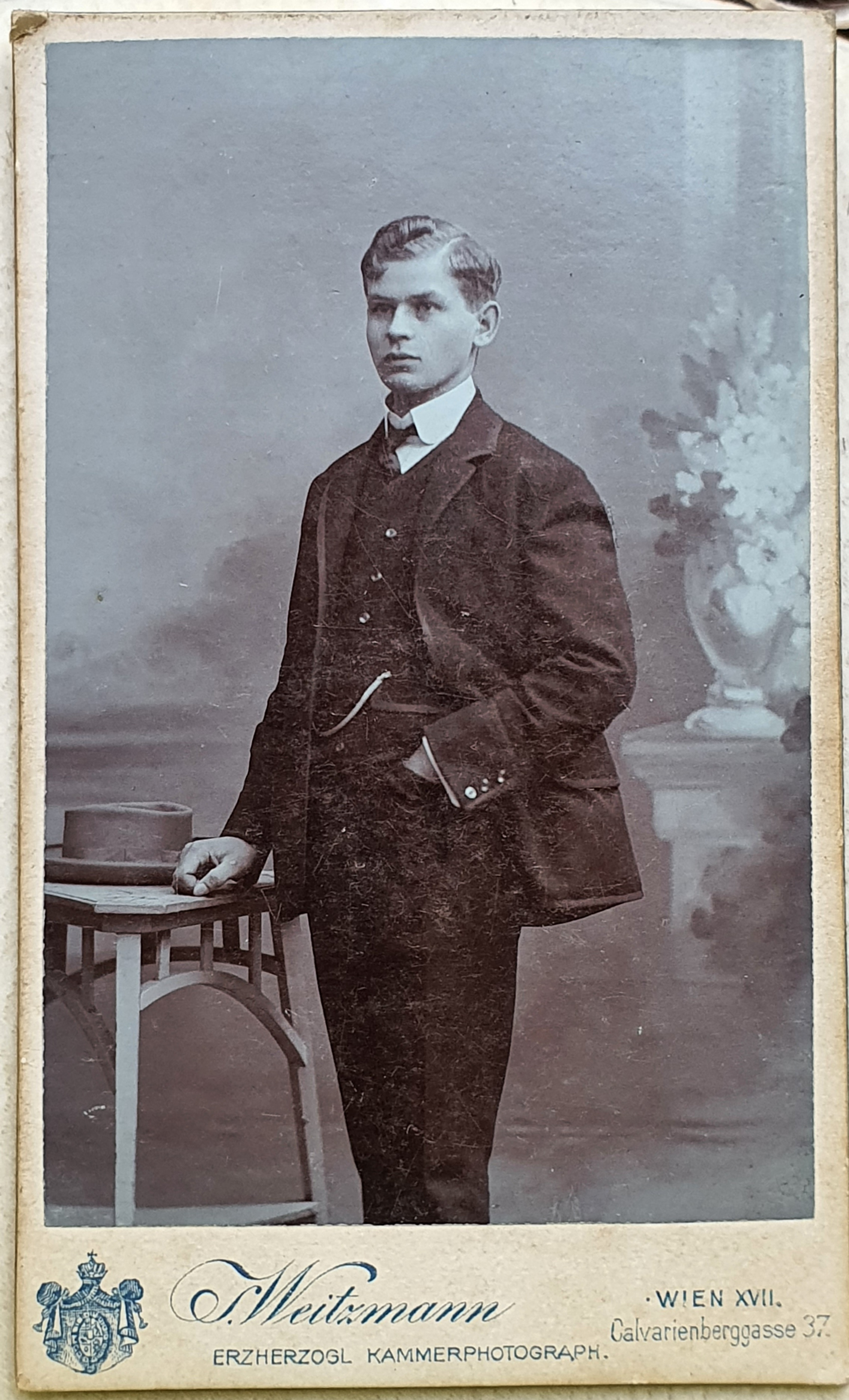

Franz Rappell

Franz Rappell (* 7. November 1895 in Graz; † 29. Oktober 1983 in Wien-Ottakring) war ein österreichischer Politiker (NSDAP). Rappell war Landesrat in der Niederösterreichischen Landesregierung und Mitglied des Reichstags. 

## Biografie
Rappell besuchte die Volks- und Bürgerschule, bevor er die Handelsfachschule absolvierte. Er erlernte den Beruf des kaufmännischen Beamten und studierte nach seiner Teilnahme am Ersten Weltkrieg an einer Oberrealschule. Nach Kriegsende arbeitete Rappell als Bankbeamter für die Niederösterreichische Escompte-Gesellschaft in Wien. Rappell trat zum 1. Juni 1930 der NSDAP bei (Mitgliedsnummer 300.891) und wurde im selben Jahr SA-Führer. Er führte zunächst die Standarte 84 an und übernahm im Februar 1935 die Führung der SA-Brigade Niederösterreich. Am 14. Mai 1935 wurde Rappell auf Grund seiner politischen Tätigkeit verhaftet und fristlos entlassen. Er wurde sechs Monate im Anhaltelager Wöllersdorf inhaftiert und aufgrund seiner illegalen Tätigkeit zu zehn Monaten strengen Arrests wegen Geheimbündelei und elf Monaten strengen Arrests wegen staatsfeindlicher  Betätigung verurteilt. 
Nach der Machtübernahme der Nationalsozialisten wurde Rappell am 12. März 1938 Führer der SA-Brigade 93 und noch 1938 Mitglied des nationalsozialistischen Reichstags. Zudem war er vom 12. März 1938 bis zum 24. Mai 1938 Landesrat in Niederösterreich Landesregierung Jäger und ab Februar 1939 ehrenamtliches Mitglied des Volksgerichtshofes. Am 1. August 1939 übernahm Rappell die Führung der SA-Brigade 90 (Wien-Ost).